# مركز أهل البيت العالمي للمعلومات
مركز أهل البيت العالمي للمعلومات هو منظمة تحت إشراف مكتب آية الله العظمى السيد علي السيستاني.

## الأهداف
هدفها هو "نشر الثقافة الشيعية عبر الإنترنت وخلق نوع من العلاقة القوية بين الطبقة الدينية والجمهور" .
وللوصول إلى الهدف المذكور أعلاه، فإنهم يركزون على: 
1. إجابات سريعة على الأسئلة الدينية.
2. الوصول إلى بنك البيانات الذي يحتوي على آلاف الأسئلة والأجوبة اللاهوتية.
3. ربطك مباشرة بأبرز علماء قم.
4. الوصول إلى بنك البيانات الذي يحتوي على معلومات حول الاختلافات الطائفية بين المذهبين السني والشيعي، لتبيين حرية الاختيار المذهبي في الإسلام.

## التاريخ
تأسست المنظمة في ربيع عام 1998، في ذكرى عيد الغدير، على يد صهر السيستاني "في مبنى صغير" في مدينة قم الشيعية المقدسة، وهي مركز علمي للإسلام الشيعي.

## المواقع
يعمل المركز من خلال مواقع الإنترنت المختلفة، بما في ذلك:
- al-shia.org [4] [5]

متوفر بما لا يقل عن 27 لغة، ويضم أرشيفات ضخمة، وقد ترجمه مجموعة من الطلاب الناطقين الأصليين باللغة في قم. هناك أفغان وطاجيكيون وروس وشمال أفريقيون؛ وقد نقلوا جميع الكتب المدرسية الشيعية عبر الإنترنت منذ ثلاث سنوات. يقول زاده إن هذا الموقع يُعتبر الموقع الشيعي الأول، والسابع بين جميع المواقع الإسلامية. ويبلغ متوسط زياراته 250 ألف زيارة شهريًا، من 133 دولة.
- holynajaf.net [7] [8]
- sistani.org [9] [10]
- Quran.al-shia.org، [11] "فقط عن القرآن الكريم، الكتاب كاملاً مترجماً إلى 27 لغة، بالإضافة إلى التفسيرات" [6]
- balaghah.net، [12] مع مجموعة من أقوال الإمام علي بـ 22 لغة.

## طالع أيضًا
- مشروع مكتبة أهل البيت الإسلامية الرقمية
- شبكة رافد للتنمية الثقافية

## روابط خارجية
- مجمع أهل البيت (ع) العالمي